# Barceloneta (Porto Rico)
Barceloneta é uma municipalidade de Porto Rico e está localizado na região norte, na fronteira com o Oceano Atlântico, ao norte da Flórida, a leste de Arecibo e oeste de Manati. Barceloneta está espalhada por três alas e Pueblo Barceloneta (centro da cidade e do centro administrativo da cidade). É parte da Área Metropolitana de San Juan - Caguas - Guaynabo.